# Britische Unterhauswahl 1868
- Liberals: 387
- Cons.: 271

Die Unterhauswahlen im Vereinigten Königreich im Jahr 1868 fanden vom 17. November bis 7. Dezember 1868 statt. Wahlsieger war die Liberal Party unter William Ewart Gladstone.

## Wahlrecht
Im Vorjahr war mit dem Reform Act 1867 das Wahlrecht neu gestaltet worden. Mit diesem Gesetz verdoppelte sich die Zahl der Wahlberechtigten annähernd. Durch die Reform erhielten alle männlichen Haushaltsvorstände das Wahlrecht, sodass von fünf Millionen erwachsenen Männern in England und Wales künftig 2,5 statt zuvor 1,4 Millionen wählen durften.
Die Wahl 1868 war die erste Wahl im Vereinigten Königreich, bei der mehr als eine Million Stimmen abgegeben wurden. Im Vergleich zur vorherigen Wahl von 1865 verdreifachte sich die Zahl der Stimmen annähernd. Die Liberalen unter Führung von William Ewart Gladstone konnten ihre parlamentarische Mehrheit gegenüber den Konservativen unter Benjamin Disraeli auf über 100 Sitze erhöhen. Dies war die letzte Parlamentswahl, bei der alle Sitze nur von den beiden führenden Parteien besetzt wurden, obwohl die Parteien zu diesem Zeitpunkt lose Koalitionen waren und die Parteizugehörigkeit nicht auf den Registrierungspapieren aufgeführt war.

## Ergebnis

Ergebnisse in den Wahlkreisen. In den Wahlkreisen wurden zwischen ein und vier Abgeordnete gewählt. Wahlkreise, in denen Abgeordnete unterschiedlicher Parteien gewählt wurden, sind schraffiert dargestellt. Eine 2:1-Schraffur bedeutet beispielsweise, dass zwei Abgeordnete der einen Partei und ein Abgeordneter der anderen Partei gewählt wurden.
Gewählte Abgeordnete pro Wahlkreis:

### Gesamtergebnis
Die Wahl endete mit relativen Stimmengewinnen und Mandatsgewinnen der Liberalen, die ihre Sitzmehrheit im Unterhaus verteidigen konnten. Die Wahlbeteiligung lag bei etwa 68,5 %.
| Partei | Partei             | Kandidaten | Kandidaten           | Stimmen   | Stimmen | Stimmen | Sitze  | Sitze |
| Partei | Partei             | Gesamt     | ohne Gegen- kandidat | Anzahl    | %       | +/−     | Anzahl | +/−   |
| ------ | ------------------ | ---------- | -------------------- | --------- | ------- | ------- | ------ | ----- |
|        | Liberal Party      | 600        | 121                  | 1.428.776 | 61,5 %  | +2,0 %  | 387    | +18   |
|        | Conservative Party | 436        | 91                   | 903.318   | 38,4 %  | −2,1 %  | 271    | −18   |
|        | Sonstige           | 3          | 0                    | 1.157     | 0,1 %   | +0,1 %  | 0      | ±0    |
| Gesamt | Gesamt             | 1.039      | 212                  | 2.333.251 | 100,0 % | –       | 658    | –     |

### Landesteile und Universitäten
| Partei        | Partei             | Kandidaten | Kandidaten           | Stimmen   | Stimmen | Stimmen | Sitze   | Sitze   |
| Partei        | Partei             | Gesamt     | ohne Gegen- kandidat | Anzahl    | %       | +/−     | Anzahl  | +/−     |
| England       | England            | England    | England              | England   | England | England | England | England |
| ------------- | ------------------ | ---------- | -------------------- | --------- | ------- | ------- | ------- | ------- |
|               | Liberale           | 412        | 46                   | 1.192.098 | 59,7 %  | +0,7 %  | 244     | −7      |
|               | Conservative Party | 334        | 54                   | 803.637   | 40,2 %  | −0,8 %  | 211     | −2      |
|               | Andere             | 1          | 0                    | 969       | 0,1 %   | +0,1 %  | 0       | ±0      |
|               | Gesamt             | 747        | 100                  | 1.996.704 | 100,0 % | –       | 455     | −9      |
| Wales         |                    |            |                      |           |         |         |         |         |
|               | Liberale           | 29         | 10                   | 52.256    | 62,1 %  | −11,9 % | 23      | +5      |
|               | Conservative Party | 20         | 4                    | 29.866    | 37,9 %  | +11,9 % | 10      | −4      |
|               | Gesamt             | 49         | 14                   | 82.122    | 100,0 % | –       | 33      | +1      |
| Schottland    |                    |            |                      |           |         |         |         |         |
|               | Liberale           | 70         | 23                   | 125.356   | 82,5 %  | −2,9 %  | 51      | +9      |
|               | Conservative Party | 20         | 3                    | 23.985    | 17,5 %  | +2,9 %  | 7       | −4      |
|               | Gesamt             | 90         | 26                   | 149.341   | 100,0 % | –       | 58      | +5      |
| Irland        |                    |            |                      |           |         |         |         |         |
|               | Liberale           | 85         | 41                   | 54.461    | 57,9 %  | +2,3 %  | 66      | +8      |
|               | Conservative Party | 53         | 26                   | 38.767    | 41,9 %  | −2,5 %  | 37      | −8      |
|               | Andere             | 2          | 0                    | 188       | 0,2 %   | +0,2 %  | 0       | ±0      |
|               | Gesamt             | 140        | 67                   | 93.416    | 100,0 % | –       | 103     | –       |
| Universitäten |                    |            |                      |           |         |         |         |         |
|               | Liberale           | 4          | 1                    | 4.605     | 44,6 %  | +21,1 % | 3       | +3      |
|               | Conservative Party | 9          | 4                    | 7.063     | 55,4 %  | −21,1 % | 6       | ±0      |
|               | Gesamt             | 13         | 5                    | 11.660    | 100,0 % | –       | 9       | +3      |